# Saleh El-Sharabaty
Saleh Al-Sharabaty (født 12. september 1998) er en jordansk taekwondoudøver.
Han repræsenterede Jordan under sommer-OL 2020 i Tokyo, hvor han tog sølv i teakwondo i kategorien 80 kg.